# Rhinotmethis
Rhinotmethis is een geslacht van rechtvleugeligen uit de familie Pamphagidae. De wetenschappelijke naam van dit geslacht is voor het eerst geldig gepubliceerd in 1933 door Sjöstedt.

## Soorten
Het geslacht Rhinotmethis omvat de volgende soorten:
- Rhinotmethis beybienkoi Chogsomzhav, 1975
- Rhinotmethis hummeli Sjöstedt, 1933
- Rhinotmethis pulchris Xi & Zheng, 1986